# Witch (ゲームブランド)
Witch（ウィッチ）は、埼玉県さいたま市に事業所を置いていた有限会社アルテミスが展開していたアダルトゲームのブランドである。1999年に第1作『Alive』を発売、その後も『Milkyway』シリーズを発売したが、2005年に活動を停止した。
姉妹ブランドにボーイズラブゲームブランドである「Katze」があった。

## 作品一覧
リニューアルパッケージも含む。
- 1999年12月3日 - Alive
- 2000年7月28日 - Milkyway
- 2001年3月30日 - Alive Renewal
- 2001年9月14日 - いちご打
- 2002年3月8日 - Milkyway うぃず Voice
- 2002年3月30日 - Milkyway1.8（電撃姫5月号付録）
- 2002年6月28日 - Milkyway2
- 2002年12月26日 - てりるのクリスマスBOX
- 2003年6月27日 - つるぺた
- 2003年9月12日 - FAKE
- 2003年12月19日 - 片翼の天使
- 2004年5月28日 - もふ×もきゅ 〜ご主人様のお世話します〜
- 2004年5月28日 - Milkyway DVD（1＋1.8＋2の詰め合わせ）
- 2004年6月30日 - Milkyway2.5（電撃姫8月号付録）
- 2005年4月28日 - Milkyway3

## 主なスタッフ
シナリオ
- 悠月魅夜
- ぺーすけ

原画
- 瀬之本久史：AXLへ移籍。
- 真広雄海
- 鳴海鈴音：めろめろキュ〜トへ移籍。

音楽
- 久坂真生（MAO）
- Angel Note

主題歌
- 桃井はるこ（UNDER17）